# О'Браєн («1984»)
О'Браєн (англ. O'Brien) — персонаж роману Джорджа Орвелла «1984», високопоставлений член Внутрішньої партії. Характер частково заснований на Глеткіні зі «Сліпучої темряви» Артура Кестлера.

## Зовнішність і соціальне становище
Вінстон вважає його членом підпільного Братства. Насправді ж О'Браєн є співробітником поліції думок і займається спостереженням і перевихованням.

## Слуга
В О'Браєна є слуга на ім'я Мартін (англ. Martin). Мартін з'являється в єдиній сцені за весь роман — коли Вінстон і Джулія приходять у гості до його господаря. Зовнішність Мартіна описується так: «низенький щуплий чоловік з монголоїдним обличчям, у білому костюмі слуги». Під час цієї сцени Мартін не вимовляє ні слова. Проте прямим текстом не повідомляється, що він німий.

## Відносини з Вінстоном Смітом
О'Браєн викликає симпатію у Вінстона, який вирішує, що йому можна довіряти. У своєму щоденнику Вінстон пише, що цей щоденник ведеться для О'Браєна і тільки він зможе допомогти йому в боротьбі з диктатурою ангсоцу. О'Браєн спочатку представляється Вінстону і Джулії як представник таємної організації, яка протистоїть ангсоцу й очолюваної Емануїлом Ґолдштайном. Але незабаром з'ясовується, що він — агент поліції думок. Однак, навіть після свого арешту Вінстон зберігає деяку частину своєї поваги до О'Браєна.

## Цікаві факти
- В оригінальному романі не називається ім'я О'Браєна, нічого не говориться про його минуле. У романі-фанфіку «1985» — продовженні «1984», написаному угорським автором Дьєрдем Далошем, — О'Браєн має ім'я — Джеймс (англ. James O'Brien). Там також наведено деякі факти його біографії. Зокрема, згадується, що О'Браєн — незаконнонароджений син англійського лорда і служниці, всиновлений робітником ірландського походження.
- В екранізації роману 1956 року О'Браєн отримав інше прізвище — О'Коннор (англ. O'Connor). Це було пов'язано з тим, що актора, який виконував роль Вінстона, звали Едмонд О'Браєн.
- Роль О'Браєна в екранізації 1984 року стала останньою роллю британського актора Річарда Бертона.